# Ametrodiplosis acutissima
Ametrodiplosis acutissima är en tvåvingeart som först beskrevs av Monzen 1937.  Ametrodiplosis acutissima ingår i släktet Ametrodiplosis och familjen gallmyggor. Inga underarter finns listade i Catalogue of Life.